# Toritama
Toritama es un distrito brasileño situado en la ciudad de Caruaru. Según el censo de 2025, tiene una población de 40,259 habitantes.
Está localizado a una altitud de 349 m, a una distancia de 170 km de la capital estatal, Recife, y está a 10 kilómetros del centro de Caruaru.
El distrito es conocido por su producción y venta de textiles, especialmente de jeans.

## Historia
El asentamiento se originó a mediados del siglo XIX, cuando el propietario de una finca ganadera ubicada en el lugar, llamada "Torres", donó parte del terreno a la capilla de la zona, Nossa Senhora da Conceição. La primera casa fue construida cerca de la ermita por José Cabral, y para 1868 el pueblo ya contaba con 20 casas de adobe.
El distrito de Torres fue creado en 1925 como parte del municipio de Vertentes, pero por decreto de diciembre de 1938 pasó a formar parte del municipio de Caruaru. El 31 de diciembre de 1943 fue elevado a la categoría de distrito con el nombre de "Toritama", concretándose su instalación el 23 de mayo de 1954.

## Toponimia
El nombre proviene de los vocablos tori, que significa "piedra" y tama, que significa "región", en alusión a las montañas de piedra existentes en el territorio del distrito. La principal de ellas tiene aproximadamente 40 metros de altura y aparenta ser una torre.

## Economía
La producción y venta de prendas de jean es la principal actividad económica del distrito. La localidad cuenta con más de 3 mil empresas de confección y más de 50 lavanderías industriales, de donde proviene aproximadamente el 16% de la producción nacional de prendas de jean, alrededor de 60 millones de prendas por año. Miles de comerciantes y mayoristas de todo el país acuden cada semana a la Feria de Jeans para adquirir los productos.